# Idrottsföreningen Kamraterna

La stella a quattro punte, simbolo dell'associazione

Idrottsföreningen Kamraterna, comunemente abbreviato in IFK, è un'associazione sportiva svedese che contribuì alla nascita di numerose società sportive sul suolo nazionale. Essa è presente con la stessa denominazione anche in Finlandia, ma con un'organizzazione separata.
Le società più famose nate da quest'associazione sono le squadre calcistiche dell'IFK Göteborg, vincitore di 18 campionati svedesi e 2 Coppe UEFA, e dell'IFK Norrköping, vincitore di 13 campionati svedesi.

## Storia
L'iniziativa di formare l'associazione venne da Louis Zettersten, all'epoca un sedicenne studente della scuola Norra Real di Stoccolma, insieme a Pehr Ehnemark, studente diciassettenne che frequentava la scuola Östra Real anch'essa di Stoccolma.
I due ragazzi scrissero un annuncio sulla rivista giovanile Kamraten, nella quale si invitavano i lettori alla costituzione di una società sportiva. 
L'appello fu raccolto da otto persone, così l'associazione venne creata ispirandosi proprio al nome del giornale. 
La data dell'edizione in cui venne pubblicato l'annuncio, ovvero il 1º febbraio 1895, viene convenzionalmente considerata come la data di fondazione dell'associazione.
A meno di due mesi di distanza dall'annuncio, erano già sorti altri club presso le città di Luleå, Härnösand, Uppsala, Jönköping, Göteborg e Västerås, oltre al club stoccolmese. Il numero di società crebbe rapidamente in tutta la nazione e l'IFK di Stoccolma iniziò a faticare ad amministrare il tutto, così nel 1901 fu creata un'organizzazione centrale. 
Vennero organizzati tornei riservati ai soli club IFK, come la coppa Kamratmästerskapen di calcio: molte di queste competizioni si estinsero nel corso degli anni in contemporanea con il sempre maggior sviluppo dei campionati nazionali, tuttavia in alcuni sport riuscirono a sopravvivere, per esempio nel bowling.
Oltre ai membri dell'IFK in Svezia e ai membri (separati) dell'IFK in Finlandia, ci furono associazioni IFK anche in Danimarca e Norvegia: l'ultima società sportiva attiva in Danimarca fu l'IFK Aalborg che cessò di esistere nel corso degli anni 1990, mentre il membro norvegese IFK Kristiania (vecchio nome della città di Oslo) terminò le proprie attività all'inizio del XX secolo.

## Simboli e colori
La maggior parte dei 168 club IFK utilizza i colori bianco e blu, che rappresentano idealmente l'innocenza e la fedeltà. 
Il simbolo dell'associazione è una stella a quattro punte, considerata sinonimo di perseveranza, abilità, forza e cameratismo.
I club IFK con colori diversi dal bianco-blu sono relativamente pochi, e comunque autorizzati dall'organizzazione centrale: alcuni esempi sono l'IFK Stoccolma (rosso e blu) e l'IFK Malmö (giallo e bianco), ma anche l'IFK Hässleholm (giallo e nero), l'IFK Ystad (rosso e blu), l'IFK Kalix (rosso e bianco), l'IFK Klagshamn (giallo e blu), l'IFK Salem (verde e bianco), l'IFK Fjärås (rosso e bianco), l'IFK Östersund (rosso e bianco), l'IFK Kungälv (rosso e blu), l'IFK Täby (rosso e nero), l'IFK Kristianstad (arancione), l'Ulricehamns IFK (blu e nero), l'IFK Bjurfors (giallo e nero), l'IFK Wreta Kloster (rosso e blu) e, in Finlandia, l'HIFK di Helsinki (rosso e bianco), l'IFK Mariehamn (bianco e verde) e l'Grankulla IFK (bianco e verde).